# Wick Airport
Wick Airport (engelska: Wick John O'Groats Airport) är en flygplats i Storbritannien.   Den ligger i kommunen Highland och riksdelen Skottland, i den norra delen av landet, 800 km norr om huvudstaden London. Wick Airport ligger 38 meter över havet.
Terrängen runt Wick Airport är platt. Havet är nära Wick Airport åt nordost.  Närmaste större samhälle är Wick, 2,2 km söder om Wick Airport. 